# Forêt ancienne de la Baie-à-Beaupré
La forêt ancienne de la Baie-à-Beaupré est un écosystème forestier exceptionnel situé à Rouyn-Noranda (Québec). Cette aire protégée de 39 ha protège une pessière noire à pin blanc et à thuya qui n'a pas été perturbé depuis au moins 265 ans. Elle est localisée dans la réserve de biodiversité Opasatica.

## Toponymie

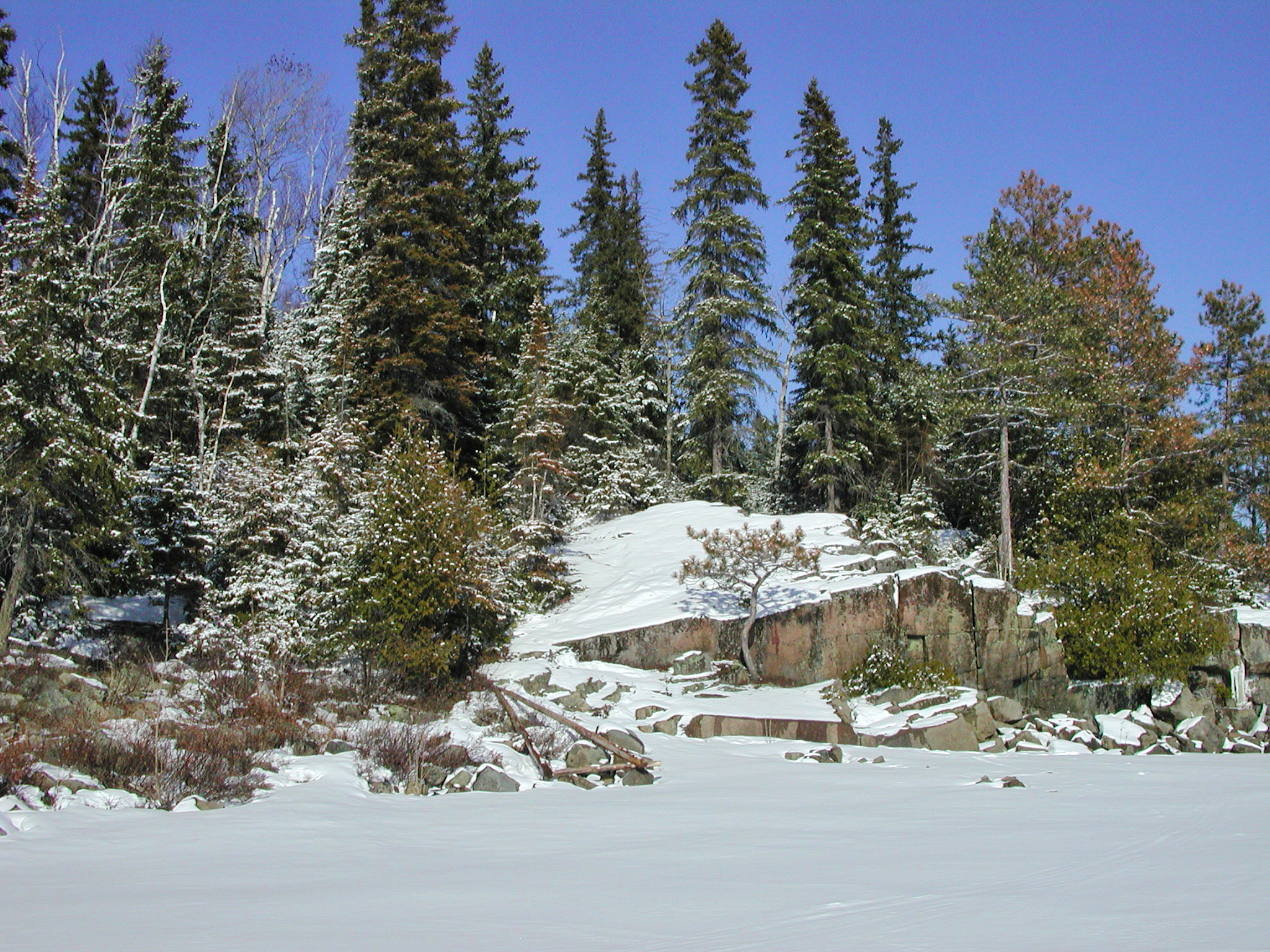
Rive nord de la Baie-à-Beaupré

La forêt ancienne de la Baie-à-Beaupré tire son nom de la baie à Beaupré, échancrure du lac Opasatica qui est située à proximité de la forêt.

## Géographie
La forêt ancienne de la Baie-à-Beaupré est situé à 24 km au sud-ouest du noyau urbain de Rouyn-Noranda sur le territoire la ville du même nom. Elle a une superficie de 39 ha. Le territoire est composé d'une crête rocheuse qui s'avance dans le lac Opasatica. Les pentes de la crête sont assez fortes et le sol se résume à un simple horizon organique reposant directement sur le roc.
Elle est localisée dans la réserve de biodiversité Opasatica.

## Flore

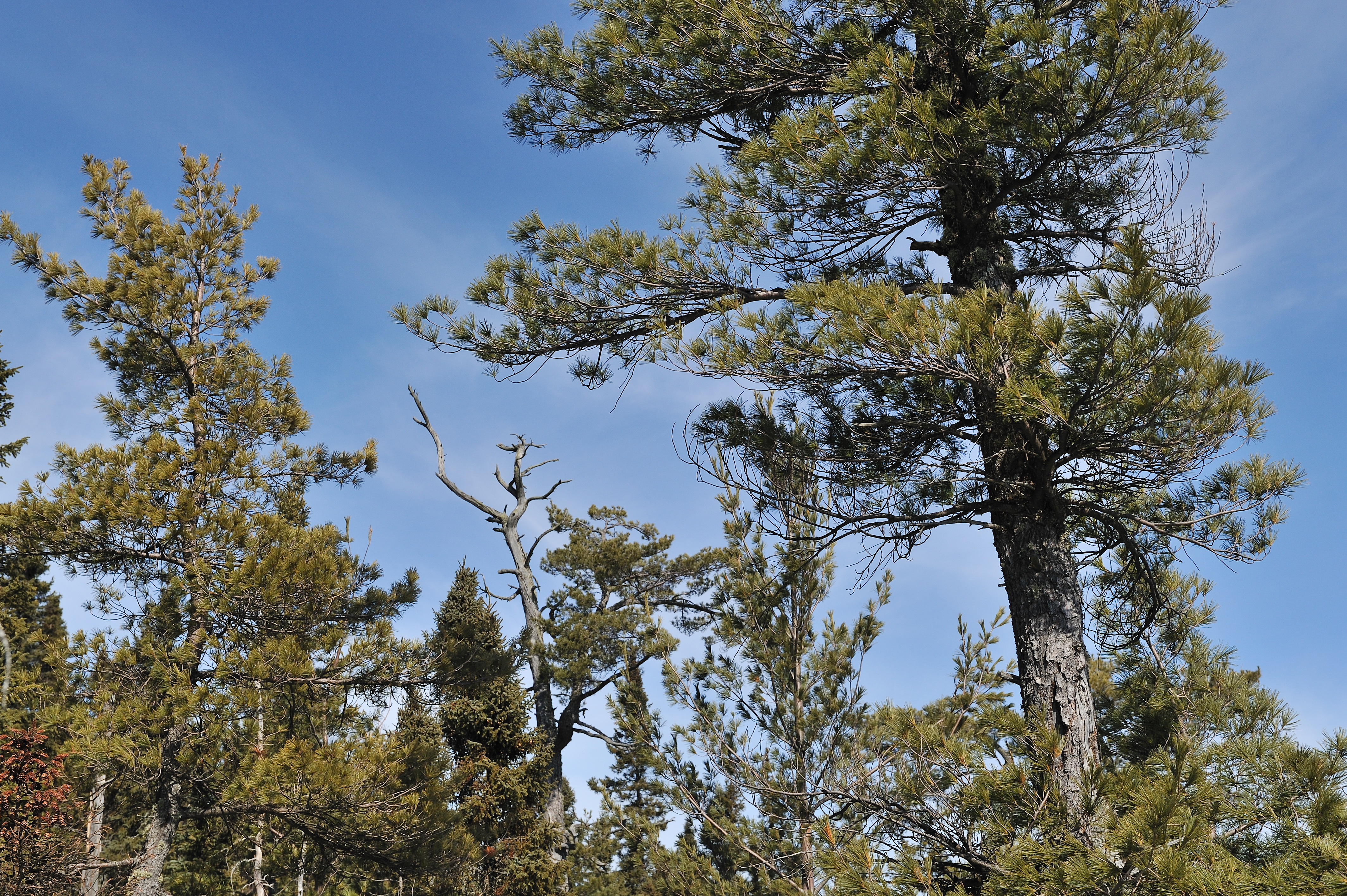
Colonie de pins blancs

La situation difficile pour la flore donne aux arbres une structure rabougrie. Les sections sur le roc sont dominées par le thuya occidental et le pin blanc, deux arbres pouvant pousser en milieu xérique. L'épinette noire domine dès que le sol devient plus profond.  L'épinette noire est alors accompagné du thuya occidental et du pin blanc auquel s'ajoute de sapin baumier et le bouleau à papier. La forêt compte beaucoup de thuya et de pin en dépérissement, ainsi que des arbres morts et des chicots. Les pins blancs ne dépassent pas 20 m de hauteur. Leur diamètre atteint parfois 30 cm. La forêt n'a pas connu de perturbation depuis au moins 265 ans.

La diversité du sous-bois est assez faible. On y retrouve le bleuet fausse-myrtille et le bleuet à feuilles étroites, la linnée boréale et le thé du Labrador. Les mousses sont dominées par la pleurozie dorée.
1. ↑  « Forêt ancienne de la Baie-à-Beaupré », Banque de noms de lieux du Québec, sur Banque de noms de lieux du Québec (consulté le 26 octobre 2019).
2. 1 2  Ministère des Ressources naturelles, de la Faune et des Parcs 2003, p. 1.
3. ↑  Gouvernement du Québec 2018, p. 8.
4. ↑  Ministère des Ressources naturelles, de la Faune et des Parcs 2003, p. 1-2.